# Dislocation de la Yougoslavie
 (septembre 2020).
Améliorez-le ou discutez des points à vérifier. 

Animation montrant la dislocation de la Yougoslavie.

La dislocation de la Yougoslavie se produit à la suite d’une série de bouleversements politiques et de conflits au début des années 1990. Après une période de crise politique et économique dans les années 1980, les républiques constitutives de la république socialiste fédérative de Yougoslavie se divisent, mais les problèmes non résolus provoquent de violentes guerres interethniques. Les guerres touchent principalement la Bosnie-Herzégovine, les régions voisines de la Croatie et quelques années plus tard, le Kosovo.
Après la victoire des Alliés lors de la Seconde Guerre mondiale, la Yougoslavie devient une fédération de six républiques aux frontières ethniques et historiques : Bosnie-Herzégovine, Croatie, Macédoine, Monténégro, Serbie et Slovénie. En outre, deux provinces autonomes sont créées au sein de la république populaire de Serbie : la Voïvodine et le Kosovo. Chacune des républiques a sa propre branche du parti de la Ligue des communistes de Yougoslavie et une élite dirigeante, et les tensions éventuelles sont résolues au niveau fédéral. Le modèle d'organisation de l'État yougoslave, ainsi qu'un « moyen terme » entre économie planifiée et économie libérale, connaît un succès relatif et le pays vit une période de forte croissance économique et de stabilité politique relative jusque dans les années 1980 à la mort du président à vie, Josip Broz Tito. Après sa mort en 1980, le système de gouvernement fédéral affaibli se montre incapable de faire face aux défis économiques et politiques grandissants.
Dans les années 1980, les Albanais du Kosovo commencent à exiger que leur province autonome obtienne le statut de république constitutive à partir des manifestations de 1981. Les tensions ethniques entre Albanais et Serbes du Kosovo restent vives toute la décennie, ce qui entraîne une montée de l'opposition des Serbes à la grande autonomie des provinces et à l'inefficacité du système de consensus au niveau fédéral, considérés comme un obstacle pour les intérêts serbes. En 1987, Slobodan Milošević arrive au pouvoir en Serbie et, grâce à une série de mouvements populistes, il acquiert un contrôle de facto sur le Kosovo, la Voïvodine et le Monténégro, suscitant un vif soutien des Serbes dans sa politique centralisatrice. Milošević rencontre l'opposition des chefs de partis des républiques occidentales de Slovénie et de Croatie, qui plaident également en faveur d'une plus grande démocratisation du pays conformément aux révolutions de 1989 en Europe de l'Est. La Ligue des communistes de Yougoslavie se dissout en janvier 1990 selon les lignes fédérales. Les organisations communistes républicaines deviennent des partis socialistes distincts.
En 1990, les socialistes (anciens communistes) perdent le pouvoir au profit des partis séparatistes ethniques lors des premières élections multipartites organisées dans tout le pays, à l'exception de la Serbie et du Monténégro, où Milošević et ses alliés remportent la victoire. La rhétorique nationaliste de tous côtés devient de plus en plus enflammée. Entre juin 1991 et avril 1992, quatre républiques déclarent leur indépendance (seules la Serbie et le Monténégro restent fédérées), mais le statut des Serbes de souche en dehors de la Serbie et du Monténégro et celui des Croates de souche en dehors de la Croatie ne sont toujours pas résolus. Après une série d'incidents interethniques, les guerres de Yougoslavie éclatent, d'abord en Croatie, puis plus sévèrement dans la Bosnie-Herzégovine multiethnique. Les guerres laissent des dommages économiques et politiques à long terme dans la région, lesquels se font encore sentir des décennies plus tard.
Un sentiment de « yougo-nostalgie » se développe rapidement après la chute du pays. De nos jours, la plupart des personnes ayant vécu dans le pays sont nostalgiques de la stabilité sociale, de la possibilité de voyager librement, du niveau d'éducation et du système de protection sociale qui existaient en Yougoslavie.

## Contexte
La Yougoslavie occupait une partie importante de la péninsule des Balkans, y compris une bande de terre sur la côte est de la mer Adriatique, s'étendant vers le sud depuis la baie de Trieste en Europe centrale jusqu'à l'embouchure du Bojana ainsi que vers l'intérieur du lac Prespa, et vers l'est aussi loin des Portes de Fer sur le Danube et Midžor dans les montagnes des Balkans, englobant ainsi une grande partie de l’Europe du Sud-Est, une région marquée par des conflits ethniques.
Les éléments importants qui favorisèrent la discorde impliquaient des facteurs contemporains et historiques, notamment la formation du royaume de Yougoslavie, la première rupture, les guerres interethniques, les politiques et le génocide qui suivirent pendant la Seconde Guerre mondiale. Les idées de la Grande Serbie, de la Grande Croatie et de la Grande Albanie et des points de vue divergents sur le panslavisme et la reconnaissance unilatérale par l’Allemagne nouvellement réunie des républiques séparatistes furent également admis comme causes du conflit.
Avant la Seconde Guerre mondiale, la première composition multiethnique de la Yougoslavie monarchiste et sa domination politique et démographique relative sur les Serbes, furent à l'origine de tensions importantes. Les différents concepts du nouvel État étaient à la base des tensions. Les Croates et les Slovènes envisageaient un modèle fédéral dans lequel ils jouiraient d'une plus grande autonomie que celle qu'ils avaient en tant que terres domaniales distinctes sous l'Autriche-Hongrie. Les Serbes avaient tendance à considérer ces territoires comme une juste récompense de leur soutien aux Alliés de la Première Guerre mondiale et du nouvel État comme un prolongement du royaume de Serbie.
Les tensions entre Croates et Serbes dégénéraient souvent en conflit ouvert, la structure de sécurité à dominance serbe exerçant l'oppression lors des élections et l'assassinat au parlement national de dirigeants politiques croates, dont Stjepan Radić, qui s'opposait à l'absolutisme du monarque serbe. L’assassinat et les violations des droits de l’homme suscitèrent l’inquiétude de la Ligue des droits de l’homme et provoquèrent des protestations de la part d’intellectuels, dont Albert Einstein. C'est dans cet environnement d'oppression que le groupe d'insurgés radicaux (plus tard la dictature fasciste), les Oustachis, fut formé.
Au cours de la Seconde Guerre mondiale, les tensions dans le pays furent exploitées par les forces de l’Axe occupante qui créèrent un État fantoche croate couvrant une grande partie de la Croatie et de la Bosnie-Herzégovine actuelles. Les puissances de l'Axe installèrent les Oustachis en tant que dirigeants de l'État indépendant de Croatie.
Les Oustachis décidèrent que la minorité serbe constituait la cinquième colonne de l'expansionnisme serbe et poursuivirent leur politique de persécution contre les Serbes. En vertu de cette politique, un tiers de la minorité serbe serait tué, un tiers expulsé et un tiers converti au catholicisme, assimilé en tant que Croate. Inversement, les Tchetniks poursuivirent leur propre campagne de persécution contre les non-Serbes dans certaines parties de la Bosnie-Herzégovine, de la Croatie et du Sandjak, conformément au plan Moljević (« De notre État et ses frontières ») et aux ordres émis par Draža Mihailović, notamment « […] il nettoie toutes les compréhensions et tous les combats des nations ».
Les Croates et les Musulmans furent recrutés comme soldats par les SS (principalement dans la 13e division de montagne de la Waffen SS Handschar). À la même époque, l’ancien royaliste, le général Milan Nedić, avait été installé par l’Axe à la tête du gouvernement fantoche et des Serbes locaux furent recrutés dans la Gestapo et dans le Corps des volontaires serbes, qui était associé à la Waffen-SS allemande. Les deux traîtres furent confrontés et finalement vaincus par le mouvement Partisan antifasciste dirigé par les communistes et composé de membres de tous les groupes ethniques de la région, ce qui conduisit à la formation de la république socialiste fédérative de Yougoslavie.
Le nombre officiel de victimes yougoslaves d'après-guerre en Yougoslavie pendant la Seconde Guerre mondiale était de 1 704 000. La collecte de données ultérieure dans les années 1980 par les historiens Vladimir Žerjavić et Bogoljub Kočović montrèrent que le nombre réel de morts était d'environ un million. De ce nombre, 330 000 à 390 000 Serbes de souche périrent de toutes causes en Croatie et en Bosnie. Ces mêmes historiens constatèrent également la mort de 192 000 à 207 000 Croates et de 86 000 à 103 000 Musulmans de toutes les affiliations et de toutes les causes en Yougoslavie.
Avant son effondrement, la Yougoslavie était une puissance industrielle régionale et un succès économique. Entre 1960 et 1980, la croissance annuelle du produit intérieur brut (PIB) était en moyenne de 6,1%, les soins médicaux étaient gratuits, l’alphabétisation de 91% et l’espérance de vie de 72 ans. Avant 1991, les forces armées yougoslaves étaient parmi les mieux équipées d'Europe.
La Yougoslavie était un État unique, chevauchant à la fois l'Est et l'Ouest. De plus, son président, Josip Broz Tito, fut l’un des fondateurs fondamentaux du « Tiers-Monde » ou du « Groupe des 77 » qui constituaient une alternative aux superpuissances. Plus important encore, la Yougoslavie agissait en tant qu'État tampon entre l'Occident et l'Union soviétique et empêcha également les Soviétiques de prendre pied sur la mer Méditerranée.
Le contrôle du gouvernement central commença à se relâcher en raison du nombre croissant de griefs nationalistes et du souhait du Parti communiste de soutenir « l'autodétermination nationale ». Cela eut pour résultat de transformer le Kosovo en une région autonome de Serbie régie par la constitution de 1974. Cette constitution dissocia les pouvoirs entre la capitale et les régions autonomes de Voïvodine (une région de Yougoslavie avec un grand nombre de minorités ethniques) et le Kosovo (avec une population d'ethnie albanaise importante).
Malgré la structure fédérale de la nouvelle Yougoslavie, des tensions persistaient entre les fédéralistes, principalement croates et slovènes, qui plaidaient pour une plus grande autonomie, et les unitaristes, principalement serbes. La lutte se déroulerait en cycles de manifestations pour des droits individuels et nationaux plus grands (tels que le printemps croate) et la répression ultérieure. La constitution de 1974 était une tentative de court-circuiter ce schéma en retenant le modèle fédéral et en officialisant les droits nationaux.
Ce contrôle relâché transforma fondamentalement la Yougoslavie en une confédération de facto, qui exerçait également une pression sur la légitimité du régime au sein de la fédération. Depuis la fin des années 1970, l’écart croissant des ressources économiques entre les régions développées et sous-développées de la Yougoslavie détériora gravement l’unité de la fédération. Les républiques les plus développées, la Croatie et la Slovénie, rejetaient les tentatives de limitation de leur autonomie prévue par la Constitution de 1974. En 1987, l’opinion publique slovène voyait de meilleures perspectives économiques vis-à-vis de l’indépendance de la Yougoslavie qu’au sein même de celle-ci. Il y avait aussi des endroits qui ne voyaient aucun avantage économique à être en Yougoslavie ; par exemple, la province autonome du Kosovo était peu développée et le PIB par habitant tomba de 47% de la moyenne yougoslave dans l'immédiat après-guerre à 27% dans les années 1980. Il mit en évidence les différences considérables dans la qualité de vie des différentes républiques.
La croissance économique fut freinée par les barrières commerciales occidentales combinées au choc pétrolier de 1973. La Yougoslavie sombra par la suite dans une lourde dette du FMI en raison du grand nombre de prêts du Fonds monétaire international (FMI) contractés par le régime. Pour pouvoir bénéficier de prêts, le FMI exigeait la « libéralisation du marché » de la Yougoslavie. En 1981, la Yougoslavie avait contracté 19,9 milliards de dollars de dette extérieure. Le taux de chômage, qui était de 1 million en 1980, était une autre source de préoccupation. Ce problème était aggravé par « l'improductivité du Sud », qui non seulement aggravait les difficultés économiques de la Yougoslavie, mais en irritait encore davantage la Slovénie et la Croatie.

## Causes

### Problèmes structurels
La république socialiste fédérative de Yougoslavie était une conglomération de huit entités fédérées, divisées grossièrement en groupes ethniques. Parmi ces entités six étaient des républiques :
- Bosnie-Herzégovine,
- Croatie,
- Macédoine
- Monténégro,
- Serbie,
- Slovénie.

Et deux des provinces autonomes en Serbie :
- Voïvodine,
- Kosovo.

Avec la Constitution de 1974, le poste de président de la Yougoslavie fut remplacé par la présidence yougoslave, composé de huit membres, les représentants des six républiques, auxquels s'ajoutent les deux provinces autonomes de la république socialiste de Serbie, le Kosovo et la Voïvodine.
Depuis la création de la fédération yougoslave en 1945, la république socialiste constitutive de Serbie comprenait les deux provinces autonomes du Kosovo et de la Voïvodine. Avec la constitution de 1974, l'influence du gouvernement central de la Serbie sur les provinces fut considérablement réduite, ce qui leur donna une autonomie longtemps recherchée. Le gouvernement de la république socialiste de Serbie était limité à la prise et à l'exécution de décisions qui s'appliqueraient aux provinces. Les provinces avaient un vote dans la présidence yougoslave, qui n’était pas toujours favorable à la Serbie. En Serbie, il y avait un grand ressentiment envers ces développements que les éléments nationalistes du public considéraient comme la « division de la Serbie ». La constitution de 1974 exacerba non seulement les craintes d'une « Serbie faible, pour une Yougoslavie forte », mais toucha également le cœur du sentiment national serbe. Une majorité de Serbes considérait le Kosovo comme le « berceau de la nation » et n'acceptait pas la possibilité de le perdre au profit de la population albanaise majoritaire.
Dans le but de préserver son héritage, la Constitution de 1974 de Tito mit en place un système de présidences d'un an, alternant tour à tour les huit dirigeants des républiques et des provinces autonomes. La mort de Tito montrerait que de tels termes étaient extrêmement inefficaces. Essentiellement, il laissa un vide de pouvoir qui fut laissé ouvert pendant la plus grande partie des années 1980.

### Mort de Tito et l'affaiblissement du communisme
Le 4 mai 1980, la mort de Tito fut annoncée par le biais d'émissions publiques à travers la Yougoslavie. Sa mort mit fin à ce que de nombreux observateurs politiques internationaux considéraient comme la principale force unificatrice de la Yougoslavie. Par la suite, les tensions ethniques commencèrent à s'intensifier en Yougoslavie. La crise qui éclata en Yougoslavie était liée à l'affaiblissement des États communistes d'Europe orientale à la fin de la guerre froide, qui entraîna la chute du mur de Berlin en 1989. En Yougoslavie, le parti communiste national, officiellement appelé la Ligue des communistes de Yougoslavie, avait perdu sa puissance idéologique.
En 1986, l'Académie serbe des sciences et des arts (SANU) contribua de manière significative à la montée des sentiments nationalistes, en rédigeant le controversé mémorandum SANU protestant contre l'affaiblissement du gouvernement central serbe.
Les problèmes dans la province autonome serbe du Kosovo entre les Serbes de souche et les Albanais augmentèrent de manière exponentielle. Cela, conjugué aux problèmes économiques du Kosovo et de la Serbie dans son ensemble, entraîna un ressentiment encore plus grand des Serbes à l'égard de la Constitution de 1974. Les Albanais du Kosovo commencèrent à exiger que le Kosovo obtienne le statut de république constitutive à partir du début des années 1980, en particulier lors des manifestations de 1981 au Kosovo. Le public serbe considérait cela comme un coup dévastateur pour la fierté serbe en raison des liens historiques que les Serbes entretenaient avec le Kosovo. Il fut considéré que cette sécession serait dévastatrice pour les Serbes du Kosovo. Cela conduisit finalement à la répression de la majorité albanaise au Kosovo.
Dans le même temps, les républiques plus prospères de la Slovénie et de la Croatie souhaitaient progresser vers la décentralisation et la démocratie.
L'historien Basil Davidson soutient que « le recours à « l'ethnicité » comme explication [du conflit] est un non-sens pseudo-scientifique ... » Même le degré de différences linguistiques et religieuses « fut moins important que ne le disent habituellement les commentateurs ». Selon Davidson, entre les deux communautés principales, les Serbes et les Croates, « le terme « nettoyage ethnique » n'a pas de sens du tout ». Davidson est d'accord avec Susan Woodward, une experte des affaires des Balkans, qui a découvert « les causes motivantes de la désintégration dans la conjoncture économique et ses pressions féroces ».[pertinence contestée]

### Dette publique, politique d'austérité, et corruption
En tant que président, la politique de Tito consistait à promouvoir une croissance économique rapide. Cette croissance fut effectivement forte dans les années 1970. Cependant, la sur-expansion de l'économie provoqua une inflation et conduisit finalement la Yougoslavie à la récession économique.
Un problème majeur pour la Yougoslavie était la lourde dette contractée dans les années 1970, qui se révélait difficile à rembourser dans les années 1980. Le fardeau de la dette yougoslave, initialement estimé à 6 milliards de dollars américains, fut réévaluée[Quand ?] à 21 milliards de dollars américains, somme colossale pour un pays pauvre. En 1984, l'administration Reagan produisit un document classifié, la Directive de décision de sécurité nationale 133, dans laquelle il s'inquiétait que le fardeau de la dette de la Yougoslavie pût amener le pays à s'aligner sur le bloc soviétique. Les années 1980 furent une période d'austérité économique puisque le Fonds monétaire international (FMI) imposait à la Yougoslavie des conditions strictes, qui suscitèrent beaucoup de ressentiment envers les élites communistes qui avaient si mal géré l'économie en empruntant inconsidérément de l'argent à l'étranger. Les politiques d'austérité conduisirent également à la révélation de nombreuses affaires de corruption de la part des élites, notamment lors de « l'affaire Agrokomerc » de 1987, lorsque l'entreprise Agrokomerc de Bosnie se révéla être le centre d'un vaste réseau de corruption régnant dans toute la Yougoslavie. Les dirigeants d'Agrokomerc avaient émis des billets à ordre équivalant à 500 dollars américains sans garantie, obligeant l'État à assumer la responsabilité de leurs dettes lorsque Agrokomerc s'effondra finalement. La corruption endémique en Yougoslavie, dont « l'affaire Agrokomerc » n'était que l'exemple le plus dramatique, discrédita beaucoup le système communiste, révélant que les élites menaient des styles de vie luxueux bien au-delà des moyens des citoyens ordinaires avec l'argent volé dans le trésor public, à une époque d'austérité. Au milieu des années 1980, les problèmes posés par le lourd endettement et la corruption commençaient à saper de plus en plus la légitimité du système communiste, alors que les citoyens ordinaires commençaient à perdre confiance en la compétence et l’honnêteté des élites.
Une vague de grèves majeures se développa en 1987-1988, alors que les travailleurs réclamaient des salaires plus élevés pour compenser l'inflation, le FMI exigeant la suppression de diverses subventions et s'accompagnant de dénonciations de corruption du système dans son ensemble. Enfin, la politique d'austérité mit en évidence les tensions entre les « nantis » des républiques comme la Slovénie et la Croatie et les plus pauvres des républiques comme la Serbie. La Croatie et la Slovénie estimaient qu'elles versaient trop d'argent dans le budget fédéral pour soutenir les républiques « défavorisées », tandis que la Serbie souhaitait que la Croatie et la Slovénie versent plus d'argent dans le budget fédéral pour les soutenir en période d'austérité. De plus en plus, la Serbie réclamait une plus grande centralisation afin de contraindre la Croatie et la Slovénie à contribuer davantage au budget fédéral, revendications qui furent complètement rejetées par les républiques « riches ».
Une décennie de frugalité se traduisit par une frustration et un ressentiment grandissant à la fois de la « classe dirigeante » serbe et des minorités considérées comme bénéficiant de la législation gouvernementale. Les revenus réels en Yougoslavie diminuèrent de 25 % entre 1979 et 1985. En 1988, les envois de fonds des émigrés en Yougoslavie s'élevaient à plus de 4,5 milliards de dollars (USD) et, en 1989, à 6,2 milliards de dollars (USD), représentant plus de 19 % du total mondial.
En 1990, la politique américaine insista sur le programme d'austérité à la thérapie de choc mis en place dans les pays de l'ex-Comecon. Le FMI et d'autres organisations avaient préconisé un tel programme « comme condition préalable à de nouvelles injections de capital ».

### Climat international
Le relâchement des tensions entre le bloc de l’Ouest et l'Union soviétique après l'accession à la présidence de Mikhaïl Gorbatchev en 1985 diminua l’intérêt stratégique pour l’Ouest de la Yougoslavie, et donc le soutien financier à celle-ci. Le statu quo extérieur, sur lequel le Parti communiste avait construit la politique du pays, commençait donc à disparaître.
En outre, l'échec du communisme dans toute l'Europe centrale et orientale mit de nouveau à jour les contradictions internes de la Yougoslavie, des inefficacités économiques (telles que le manque chronique de productivité, alimenté par la décision des dirigeants du pays d'imposer une politique de plein emploi), et des tensions ethniques et religieuses. Le statut de non-alignée de la Yougoslavie eut pour conséquence l'accès aux prêts des deux blocs de superpuissance. Ce contact avec les États-Unis et l'Occident ouvrit les marchés de la Yougoslavie plus tôt que le reste de l'Europe centrale et orientale.

## Montée du nationalisme en Serbie (1987-1989)

### Slobodan Milošević
En 1987, un responsable communiste serbe, Slobodan Milošević, fut envoyé pour calmer une manifestation à caractère ethnique opposée par des Serbes à l'administration albanaise de la province spéciale autonome du Kosovo. Milošević était jusqu'à présent un communiste extrémiste qui avait décrié toute forme de nationalisme comme une trahison, par exemple en condamnant le Mémorandum SANU comme « rien d'autre que le nationalisme le plus noir ». Cependant, l'autonomie du Kosovo fut toujours une politique impopulaire en Serbie et il profita de la situation et s'éloigna de la neutralité communiste traditionnelle sur la question du Kosovo.
Milošević assura aux Serbes que les mauvais traitements infligés par les Albanais de souche seraient arrêtés. Il lança ensuite une campagne contre l'élite dirigeante au pouvoir de la Serbie, exigeant une réduction de l'autonomie du Kosovo et de la Voïvodine. Ces actions le rendirent populaire auprès des Serbes et contribuèrent à son accession au pouvoir en Serbie. Milošević et ses alliés entreprirent un programme nationaliste agressif visant à faire revivre la république socialiste de Serbie en Yougoslavie, promettant des réformes et la protection de tous les Serbes.
Le parti au pouvoir de la république socialiste fédérative de Yougoslavie était la Ligue des communistes de Yougoslavie (SKJ), parti politique composé de huit ligues des communistes des six républiques et des deux provinces autonomes. La Ligue des communistes de Serbie (SKS) gouvernait la Serbie. Slobodan Milošević (président de la Ligue des communistes de Serbie (SKS) depuis mai 1986) devint le plus puissant homme politique de Serbie, après avoir battu son ancien mentor, le président de Serbie, Ivan Stambolic, au Kosovo lors de la 8e session de la Ligue des communistes de Serbie le 22 septembre 1987. Lors d'un rassemblement à Belgrade en 1988, Milošević exposa clairement sa perception de la situation à laquelle se heurtait la Serbie en Yougoslavie :
Chez nous et à l'étranger, les ennemis de la Serbie se rassemblent contre nous. Nous leur disons « Nous n'avons pas peur. Nous ne reculerons pas devant le combat ».
Slobodan Milošević, 19 novembre 1988.

A une autre occasion, il déclarait en privé :
Nous, les Serbes, agirons dans l'intérêt de la Serbie, que nous le fassions ou non dans le respect de la Constitution, que nous le fassions ou non dans le respect de la loi, que nous le fassions ou non dans le respect des lois du parti.
Slobodan Milošević

### Révolution antibureaucratique
La révolution anti-bureaucratique fut une série de manifestations en Serbie et au Monténégro orchestrées par Milošević pour mettre au pouvoir ses partisans de la région autonome de Voïvodine, de la région autonome Kosovo et de la république socialiste du Monténégro alors qu'il cherchait à chasser ses rivaux. Le gouvernement du Monténégro survécut à un coup d'État en octobre 1988, mais pas à un deuxième en janvier 1989.
En plus de la Serbie elle-même, Milošević pouvait désormais installer des représentants des deux provinces et de la république socialiste du Monténégro au Conseil de la présidence yougoslave. L’instrument qui réduisait auparavant l’influence serbe était désormais utilisé pour l’augmenter : dans la présidence à huit membres, Milošević pouvait compter sur un minimum de quatre voix - la république socialiste du Monténégro (à la suite d’événements locaux), le sien via la république socialiste de Serbie, et maintenant des régions autonomes de Voïvodine et du Kosovo également. Lors d'une série de rassemblements appelés « rassemblements de vérité », les partisans de Milošević réussirent à renverser les gouvernements locaux et à les remplacer par ses alliés.
À la suite de ces événements, en février 1989, des mineurs albanais au Kosovo organisèrent une grève réclamant le maintien de l’autonomie désormais menacée. Cela contribua au conflit ethnique entre les populations albanaise et serbe de la province. Avec 77% de la population du Kosovo dans les années 1980, les Albanais de souche étaient majoritaires.
En juin 1989, à l'occasion du 600e anniversaire de la victoire historique de la Serbie sur le terrain du Kosovo, Slobodan Milošević prononça le discours de Gazimestan devant 200 000 Serbes, sur un thème nationaliste qui évoquait délibérément l'histoire serbe médiévale. La réponse de Milošević à l'incompétence du système fédéral fut de centraliser le gouvernement. Étant donné que la Slovénie et la Croatie envisageaient l’indépendance plus loin, cela était jugé inacceptable.

### Répercussions
Dans le même temps, la république socialiste de Croatie et la république socialiste de Slovénie soutinrent les mineurs albanais et leur combat pour la reconnaissance. En Slovénie, les médias publièrent des articles comparant Milošević au dictateur fasciste italien Benito Mussolini. Milošević affirma que de telles critiques étaient sans fondement et équivalaient à « répandre la peur de la Serbie ». Les médias officiels de Milošević affirmèrent en réponse que Milan Kučan, président de la Ligue des communistes de Slovénie, soutenait le séparatisme du Kosovo et de la Slovénie. Les grèves initiales au Kosovo donnèrent lieu à de nombreuses manifestations appelant à faire du Kosovo la septième république. Cela provoqua la colère des dirigeants serbes qui eurent recours à la force de police, puis à l'armée fédérale (l'Armée populaire yougoslave, la JNA) par ordre de la présidence sous contrôle serbe.
En février 1989, Azem Vllasi d'ethnie albanaise, représentant du Kosovo au poste de président, fut forcé de démissionner et fut remplacé par un allié de Milošević. Les manifestants albanais exigèrent que Vllasi soit réélu. Son soutien aux manifestations amena Milošević et ses alliés à réagir, affirmant qu'il s'agissait d'une « contre-révolution contre la Serbie et la Yougoslavie » et exigèrent que le gouvernement fédéral de Yougoslavie réprimât les Albanais en grève. L'objectif de Milošević fut favorisé lorsqu'une manifestation de grande ampleur fut organisée devant le parlement yougoslave à Belgrade par des partisans serbes de Milošević, qui exigeait que les forces militaires yougoslaves renforcent leur présence au Kosovo pour protéger les Serbes et arrêter la grève.
Le 27 février, Milan Kučan, représentant slovène à la présidence collective de la Yougoslavie, s'opposa aux revendications des Serbes et quitta Belgrade pour rejoindre la Slovénie, où il assista à une réunion tenue dans la salle Cankar de Ljubljana, conjointement avec les forces de l'opposition démocratique approuvant publiquement les efforts des manifestants albanais qui demandait la libération de Vllasi. Dans le documentaire de 1995 de la BBC intitulé La mort de la Yougoslavie, Kučan déclarait craindre qu'en 1989, après le succès de la révolution antibureaucratique de Milošević dans les provinces serbes et au Monténégro, sa petite république serait la prochaine cible d'un coup politique par les partisans de Milošević si le coup d'État au Kosovo se déroulait sans encombre. La télévision d'Etat serbe accusa Kučan d'être un séparatiste, un traître et un partisan du séparatisme albanais.

Les manifestations serbes se poursuivirent à Belgrade pour exiger une action au Kosovo. Milošević demanda au représentant communiste Petar Gračanin de veiller à ce que la manifestation se poursuive pendant qu'il discutait au Conseil de la Ligue des communistes, afin de faire comprendre aux autres membres qu'il était soutenu par un énorme soutien pour mettre fin à la grève albanaise au Kosovo. Le président du Parlement serbe, Borisav Jović, un puissant allié de Milošević, rencontra l'actuel président de la présidence yougoslave, le représentant de la Bosnie-Herzégovine, Raif Dizdarević, et demanda que le gouvernement fédéral accepte les exigences de la Serbie. Dizdarević se disputa avec Jović en déclarant que « vous [les politiciens serbes] organisez les manifestations, vous les contrôlez », Jović refusa d'assumer la responsabilité des actes des manifestants. Dizdarević décida alors d'essayer de calmer la situation lui-même en discutant avec les manifestants, en prononçant avec passion un discours pour l'unité de la Yougoslavie en disant :
Nos pères sont morts pour créer la Yougoslavie. Nous n'allons pas nous engager sur la voie du conflit national. Nous prendrons le chemin de la fraternité et de l'unité.

·        - Raif Dizdarević, 1989.
Cette déclaration reçut des applaudissements polis, mais la manifestation continua. Plus tard, Jović parla avec enthousiasme à la foule et leur dit que Milošević allait venir pour soutenir leur manifestation. Lorsque Milošević arriva, il s’entretint avec les manifestants et leur dit en liesse que les Serbes gagneraient leur combat contre les anciens bureaucrates du parti. Puis un cri venant de la foule cria « arrêtez Vllasi ». Milošević prétendit ne pas entendre la demande correctement mais déclara à la foule que quiconque conspirerait contre l'unité de la Yougoslavie serait arrêté et puni. Le lendemain, le conseil du parti étant poussé à se soumettre à la Serbie, les forces de l'armée yougoslave se déversèrent au Kosovo et Vllasi fut arrêtée.
En mars 1989, la crise en Yougoslavie s'aggrava après l'adoption d'amendements à la constitution serbe permettant au gouvernement de la République serbe de réaffirmer un pouvoir effectif sur les provinces autonomes du Kosovo et de la Voïvodine. Jusque-là, un certain nombre de décisions politiques avaient été légiférées par ces provinces et un vote avait eu lieu au niveau de la présidence fédérale yougoslave (six membres des républiques et deux des provinces autonomes).
Un groupe de partisans serbes de Milošević du Kosovo, qui avait contribué à faire tomber Vllasi, déclara qu'ils se rendraient en Slovénie pour organiser « le Rassemblement de la vérité » qui décrierait Milan Kučan comme un traître à la Yougoslavie et exigerait son éviction. Cependant, la tentative de rejouer la révolution antibureaucratique à Ljubljana en décembre 1989 échoua : les manifestants serbes qui devaient se rendre en train en Slovénie furent arrêtés lorsque la police de la république socialiste de Croatie bloqua tout transit sur son territoire en coordination avec les forces de police slovène.
Dans la présidence de la Yougoslavie, le Serbe Borisav Jović (à l'époque président de la Présidence), Nénad Bućin du Monténégro, Jugoslav Kostić de la Voïvodine et Riza Sapunxhiu du Kosovo, commencèrent à former un bloc de vote.

## Crise politique finale (1990–92)

### Crise du parti
En janvier 1990, le 14e Congrès extraordinaire de la Ligue des communistes de Yougoslavie fut convoqué. La Ligue des communistes de Yougoslavie (SKJ), au pouvoir, était en crise. La majeure partie du Congrès se passa avec les délégations serbe et slovène se disputant pour l'avenir de la Ligue des communistes et de la Yougoslavie. La Croatie empêchait les manifestants serbes d'atteindre la Slovénie. La délégation serbe, dirigée par Milošević, insistait sur une politique de « une personne, une voix » parmi les membres du parti, ce qui donnerait plus de pouvoir au groupe ethnique le plus important, les Serbes.
À leur tour, les Croates et les Slovènes cherchaient à réformer la Yougoslavie en déléguant encore plus de pouvoirs aux six républiques, mais furent continuellement rejetés dans chaque motion et tentèrent de contraindre le parti à adopter le nouveau système de vote. En conséquence, la délégation croate, conduite par le président Ivica Račan, et la délégation slovène quittèrent le Congrès le 23 janvier 1990, dissolvant ainsi le parti entièrement yougoslave. Parallèlement aux pressions externes, cela entraîna l’adoption de systèmes multipartites dans toutes les républiques.

### Élections multipartites
Les différentes républiques organisèrent des élections multipartites en 1990 et les anciens communistes ne réussirent généralement pas à se faire réélire, tandis que la plupart des gouvernements élus adoptèrent des plates-formes nationalistes, promettant de protéger leurs intérêts nationalistes distincts. Lors d'élections parlementaires multipartites, les nationalistes défirent les anciens partis communistes renommés : en Slovénie le 8 avril 1990 ; en Croatie les 22 avril et 2 mai 1990 ; en Macédoine les 11, 25 novembre et 9 décembre 1990, et en Bosnie-Herzégovine les 18 et 25 novembre 1990.
Lors des élections parlementaires multipartites, les anciens partis communistes renommés furent victorieux au Monténégro les 9 et 16 décembre 1990 et en Serbie les 9 et 23 décembre 1990. En outre, la Serbie réélisit Slobodan Milošević à la présidence. La Serbie et le Monténégro étaient désormais de plus en plus favorables à une Yougoslavie à domination serbe.

### Tensions ethniques en Croatie
En Croatie, la nationaliste Union démocratique croate (HDZ) fut élue au pouvoir, dirigée par le nationaliste controversé Franjo Tuđman, sous la promesse de « protéger la Croatie de Milošević », et qui plaidait publiquement pour la souveraineté croate. Les Serbes de Croatie se méfiaient du gouvernement nationaliste de Tuđman. En 1990, des nationalistes serbes de la ville de Knin, dans le sud de la Croatie, organisèrent et formèrent une entité séparatiste connue sous le nom d’oblast autonome serbe de Krajina, qui exigeait de rester en union avec le reste de la population serbe si la Croatie décidait de faire sécession. Le gouvernement de Serbie approuva la rébellion des Serbes de Croatie, affirmant que gouverner sous le gouvernement de Tuđman équivaudrait à ce que le gouvernement de Tuđman soit gouverné par un État indépendant de Croatie (NDH), fasciste de la Seconde Guerre mondiale, qui avait commis un génocide contre les Serbes. Milošević utilisa cela pour rallier les Serbes contre le gouvernement croate et les journaux serbes se joignirent à la guerre froide. La Serbie avait déjà imprimé pour 1,8 milliard de dollars d’argent neuf sans aucun soutien de la part de la banque centrale yougoslave.
Les Serbes de Croatie à Knin, sous la direction de l'inspecteur de police local Milan Martić, commencèrent à tenter de se procurer des armes afin que les Serbes de Croatie puissent mener à bien leur révolte contre le gouvernement croate. Des hommes politiques Serbo-Croates, dont le maire de Knin, rencontrèrent Borisav Jović, chef de la présidence yougoslave, en août 1990, et l'exhortèrent à faire pression sur le conseil pour qu'il agisse pour empêcher la Croatie de se séparer de la Yougoslavie, affirmant que la population serbe serait en danger en Croatie dirigé par Tuđman et son gouvernement nationaliste.
Lors de la réunion, Petar Gračanin, responsable de l'armée, expliqua aux responsables politiques serbes de Croatie comment organiser leur rébellion. Il leur demanda également d'installer des barricades et d'assembler des armes de toutes sortes, en déclarant : « Si vous ne pouvez rien obtenir d'autre, utilisez des fusils de chasse ». Initialement, la révolte fut connue sous le nom de « révolution des Rondins », car les Serbes bloquaient les routes menant à Knin avec des arbres abattus et empêchaient les Croates d'entrer à Knin ou dans la région côtière croate de Dalmatie. Le documentaire de la BBC sur La Mort de la Yougoslavie révéla qu'à l'époque, la télévision croate avait qualifié la « révolution des Rondins » de travail de Serbes ivres, tentant de réduire le grave conflit. Cependant, le blocus fut préjudiciable au tourisme croate. Le gouvernement croate refusa de négocier avec les séparatistes serbes et décida de mettre fin à la rébellion par la force, en envoyant des forces spéciales armées par hélicoptères pour réprimer la rébellion.
Les pilotes affirmèrent qu'ils apportaient du « matériel » à Knin, mais l'aviation fédérale yougoslave intervint et envoya des avions de combat pour les intercepter. Elle exigea que les hélicoptères rentrent à leur base, sans quoi ils seraient abattus, ainsi les forces croates furent obligées de revenir à leur base à Zagreb. Pour le gouvernement croate, cette action des forces aériennes yougoslaves leur révéla que l'armée populaire yougoslave était de plus en plus sous contrôle serbe. L'oblast autonome serbe de Krajina fut officiellement déclarée entité distincte le 21 décembre 1990 par le Conseil national serbe dirigé par Milan Babić.
En août 1990, le Parlement croate remplaça son représentant Stipe Šuvar par Stjepan Mesić à la suite de la révolution des Rondins. Mesić ne prit place qu'en octobre 1990 à la suite de manifestations de la part des Serbes. Il rejoignit ensuite le Macédonien Vasil Tupurkovski, le Slovène Janez Drnovšek et le Bosniaque Bogić Bogićević pour s'opposer aux exigences de proclamer l'état d'urgence général, ce qui aurait permis à la JNA d'imposer la loi martiale.
À la suite des premiers résultats des élections multipartites, les républiques de Slovénie, de Croatie et de Macédoine proposèrent de transformer la Yougoslavie en une fédération dissociée de six républiques à l'automne 1990, mais Milošević rejeta toutes ces propositions, arguant que, tout comme les Slovènes et les Croates, les Serbes aient également le droit à l'autodétermination. Les politiciens serbes furent alarmés par un changement de formulation de la Constitution de Noël de la Croatie qui modifia le statut des Serbes de Croatie, passant d'une nation explicitement mentionnée (narod) à une nation répertoriée avec les minorités (narodi i manjine).

### Indépendance de la Slovénie et de la Croatie
Lors du référendum sur l’indépendance slovène de 1990, tenu le 23 décembre 1990, une vaste majorité de résidents vota pour l’indépendance : 88,5% de tous les électeurs (94,8% des participants) votèrent pour l’indépendance, proclamée le 25 juin 1991.
En janvier 1991, le service de contre-espionnage yougoslave KOS (Kontraobaveštajna služba) diffusa une vidéo d'une réunion secrète (les « Špegelj Tapes ») présumée avoir eu lieu en 1990 entre le ministre croate de la Défense, Martin Špegelj, et deux autres hommes. Lors de la réunion, Špegelj annonçait que la Croatie était en guerre avec l'armée yougoslave (JNA, Jugoslovenska Narodna Armija) et avait donné des instructions sur le trafic d'armes ainsi que sur les moyens de traiter les officiers de l'armée en poste dans des villes croates. L’armée voulut ensuite accuser Špegelj de trahison et d’importation illégale d’armes, principalement de Hongrie.
La découverte de la contrebande d'armes croates combinée à la crise à Knin, l'élection de gouvernements penchés vers l'indépendance en Bosnie-Herzégovine, en Croatie, en Macédoine et en Slovénie, et les Slovènes demandant l'indépendance lors du référendum sur la question suggéraient à la Yougoslavie la menace imminente de désintégration.
Le 1er mars 1991, les affrontements à Pakrac s’ensuivirent et la JNA fut déployée sur les lieux. Le 9 mars 1991, les manifestations à Belgrade furent réprimées avec l'aide de l'armée.

Le 12 mars 1991, la direction de l'armée rencontra la présidence pour tenter de la convaincre de déclarer l'état d'urgence permettant à l'armée pan-yougoslave de prendre le contrôle du pays. Le chef de l'armée yougoslave, Veljko Kadijević, déclara qu'il existait un complot visant à détruire le pays, déclarant :
Un plan insidieux a été élaboré pour détruire la Yougoslavie. La première étape est la guerre civile. La deuxième étape est l'intervention étrangère. Des régimes fantoches seront ensuite mis en place dans toute la Yougoslavie

·      Veljko Kadijević, 12 mars 1991
Cette déclaration impliquait effectivement que les nouveaux gouvernements des républiques défenseurs de l'indépendance étaient considérés par les Serbes comme des outils de l'Occident. Le délégué croate Stjepan Mesić réagit avec colère à la proposition, accusant Jović et Kadijević de tenter d'utiliser l'armée pour créer une Grande Serbie et déclara : « Cela signifie la guerre ! ». Jović et Kadijević invitèrent ensuite les délégués de chaque république à se prononcer sur le maintien de la loi martiale et les avertirent que la Yougoslavie s'effondrerait probablement si la loi martiale n'était pas adoptée.
Lors de la réunion, il fut voté une proposition visant à promulguer une loi martiale autorisant une action militaire pour mettre fin à la crise en Croatie en assurant la protection des Serbes. La proposition fut rejetée, le délégué de la Bosnie-Herzégovine, Bogić Bogićević, vota contre, estimant qu'il était toujours possible que la diplomatie puisse résoudre la crise.
La crise présidentielle yougoslave s'enlisa lorsque Riza Sapunxhiu, du Kosovo, « défait » sa faction lors du deuxième vote sur la loi martiale en mars 1991. Jović démissionna brièvement de la présidence en signe de protestation, mais revint rapidement. Le 16 mai 1991, le parlement serbe remplaça Sapunxhiu par Sejdo Bajramović et Nenad Bućin de la Voïvodine par Jugoslav Kostić. Cela bloqua effectivement la présidence, car la faction serbe de Milošević avait obtenu quatre des huit voix de la présidence fédérale et pouvait bloquer toute décision défavorable au niveau fédéral, suscitant à son tour des objections de la part d'autres républiques et des appels à une réforme de la fédération yougoslave.
Après la fin de son mandat à la tête de la présidence collective, Jović empêcha son successeur, Mesić, d'occuper ce poste, laissant la place à Branko Kostić, membre du gouvernement pro-Milošević au Monténégro.
Lors du référendum sur l'indépendance de la Croatie tenu le 2 mai 1991, 93,24% des électeurs votèrent pour l'indépendance. Le 19 mai 1991, le deuxième tour du référendum sur la structure de la fédération yougoslave se tint en Croatie. Le libellé de la question ne demandait pas explicitement si l’on était favorable ou non à la sécession. Le référendum demandait à l'électeur s'il était favorable à ce que la Croatie « puisse conclure une alliance d'Etats souverains avec d'autres républiques (conformément à la proposition des républiques de Croatie et de Slovénie visant à résoudre la crise d'Etat en RSFY) ». 83,56% des électeurs votèrent, les Serbes de Croatie boycottant en grande partie le référendum. Parmi ceux-ci, 94,17% (78,69% de la population totale votante) votèrent « en faveur » de la proposition, tandis que 1,2% de ceux qui votèrent étaient « opposés ». Enfin, l’indépendance de la Croatie fut déclarée le 25 juin 1991.

## Début des guerres de Yougoslavie

### Guerre en Slovénie
La Slovénie et la Croatie déclarèrent toutes deux leur indépendance le 25 juin 1991. Le matin du 26 juin, des unités du 13e Corps de l'armée populaire yougoslave quittèrent leur caserne à Rijeka (Croatie) pour se diriger vers les frontières slovènes avec l'Italie. Cette décision provoqua immédiatement une forte réaction des Slovènes locaux, qui organisèrent des barricades et des manifestations spontanées contre les actions de la JNA. Il n'y avait pas encore eu de combats et les deux camps semblaient avoir pour politique non officielle de ne pas être les premiers à ouvrir le feu.
À cette date, le gouvernement slovène avait déjà mis en œuvre son plan visant à prendre le contrôle de l'aéroport international de Ljubljana et des postes frontières slovènes aux frontières avec l'Italie, l'Autriche et la Hongrie. Les membres du personnel affectés aux postes frontières étaient, dans la plupart des cas, déjà des Slovènes. La reprise slovène consistait donc pour la plupart simplement en un changement d'uniformes et d'insignes, sans aucun combat. En prenant le contrôle des frontières, les Slovènes purent établir des positions défensives contre une attaque prévue de la JNA. Cela signifiait que la JNA devrait tirer le premier coup de feu, qui fut tiré le 27 juin à 14h30 à Divača par un agent de la JNA.
Tout en défendant leurs droits respectifs à l'autodétermination nationale, la Communauté européenne fit pression sur la Slovénie et la Croatie pour mettre en place un moratoire de trois mois sur leur indépendance. Elle conclut l'accord de Brijuni le 7 juillet 1991 (reconnu par les représentants de toutes les républiques). Au cours de ces trois mois, l'armée yougoslave achevait son retrait de la Slovénie. Les négociations pour le rétablissement de la fédération yougoslave avec le diplomate Lord Carrington et des membres de la Communauté européenne étaient pratiquement terminées. Carrington réalisa que la Yougoslavie était en état de dissolution et décida que chaque république devait accepter l'inévitable indépendance des autres, ainsi que la promesse faite au président serbe Milošević que l'Union européenne veillerait à ce que les Serbes de Serbie soient protégés.
Les opinions de Lord Carrington furent rendues discutables à la suite de la reconnaissance de la Slovénie et de la Croatie par l’Allemagne, réunie à la veille de Noël 1991. À l'exception des négociations secrètes entre les ministres des Affaires étrangères Genscher (Allemagne) et Mock (Autriche), cette reconnaissance unilatérale fut une mauvaise surprise pour la plupart des gouvernements de l'Union européenne et des États-Unis, avec lesquels il n'y avait pas eu de consultation préalable. Les organisations internationales, y compris les Nations unies, furent débordées. Alors que la Yougoslavie était déjà en ruine, il est probable que la reconnaissance allemande des républiques séparatistes - et la mobilisation partielle autrichienne à la frontière - aient aggravé la situation pour cet État multinational en décomposition. Le président américain George Bush père fut le seul représentant des grandes puissances à exprimer une objection. L'ampleur de l'intervention du Vatican et de l'Agence fédérale du renseignement d'Allemagne (BND) dans cet épisode fut explorée par des spécialistes au fait des détails, mais les archives historiques restent controversées.
Milošević refusa d'accepter le plan, affirmant que la Communauté européenne n'avait pas le droit de dissoudre la Yougoslavie et que ce plan n'était pas dans l'intérêt des Serbes car il diviserait le peuple serbe en quatre républiques (Serbie, Monténégro, Bosnie-Herzégovine et Croatie). Carrington réagit en soumettant la question à un vote au cours duquel toutes les autres républiques, y compris le Monténégro dirigé par Momir Bulatović, avaient initialement accepté le plan de dissolution de la Yougoslavie. Toutefois, après de fortes pressions de la Serbie sur le président du Monténégro, celui-ci changea de position pour s'opposer à la dissolution de la Yougoslavie.

### Guerre en Croatie
À la suite de l'incident des lacs de Plitvice qui se produisit fin mars/début avril 1991, la guerre d'indépendance croate éclata entre le gouvernement croate et les Serbes ethniques de l’oblast serbe autonome de Krajina (fortement soutenu par l'Armée populaire yougoslave désormais contrôlée par les Serbes). Le 1er avril 1991, l’oblast serbe autonome de Krajina déclara qu'il se séparerait de la Croatie. Immédiatement après la déclaration d'indépendance de la Croatie, les Serbes de Croatie formèrent également l’oblast serbe autonome Slavonie occidentale et l’oblast serbe autonome de Slavonie orientale, de Baranja et de Srijem occidental. Ces trois régions se joindraient à la République serbe de Krajina (RSK) le 19 décembre 1991.
Les autres entités importantes dominées par les Serbes dans l'est de la Croatie annoncèrent qu'elles rejoindraient également l’oblast serbe autonome de Krajina. Zagreb avait alors cessé de verser des impôts à Belgrade et les entités serbo-croates avaient à leur tour cessé de payer des impôts à Zagreb. Dans certains endroits, l'armée yougoslave servait de zone tampon, dans d'autres, elle aidait les Serbes à se confronter à la nouvelle armée et aux forces de police croates.
L'influence de la xénophobie et de la haine ethnique dans l'effondrement de la Yougoslavie devint évidente pendant la guerre en Croatie. La propagande des groupes croates et serbes sema la peur, affirmant que l’autre partie se livrerait à une oppression contre eux et exagérerait le nombre de morts pour accroître le soutien de leurs populations. Au début de la guerre, l'armée et la marine yougoslaves à majorité serbe pilonnèrent délibérément des zones civiles de Split et Dubrovnik, un site classé au patrimoine mondial de l'UNESCO, ainsi que des villages croates à proximité. Les médias yougoslaves affirmèrent que ces actes avaient été commis en raison de la présence des forces fascistes Oustachis et des terroristes internationaux dans la ville.
Les enquêtes de l'ONU révélèrent qu'aucune force de ce type n'était à Dubrovnik à l'époque. La présence militaire croate augmenta plus tard. Le Premier ministre monténégrin Milo Đukanović, à l'époque allié de Milošević, lança un appel au nationalisme monténégrin, promettant que la prise de Dubrovnik permettrait l'expansion du Monténégro dans la ville qui faisait historiquement partie du Monténégro et dénonça les frontières actuelles du Monténégro comme étant « dessiné par les cartographes bolcheviques vieux et peu instruits ».
Dans le même temps, le gouvernement serbe contredit ses alliés monténégrins en affirmant que le Premier ministre serbe Dragutin Zelenović avait affirmé que Dubrovnik était historiquement serbe et non monténégrine. Les médias internationaux accordèrent une attention particulière au bombardement de Dubrovnik et affirmèrent que cela prouvait que Milosevic poursuivrait la création de la Grande Serbie lorsque la Yougoslavie s’effondrerait, probablement avec l’aide des dirigeants subordonnés de Bulatović au Monténégro et des nationalistes serbes du Monténégro pour favoriser le soutien du Monténégro au Parlement pour la reprise de Dubrovnik.
À Vukovar, les tensions ethniques entre Croates et Serbes éclatèrent en violence lorsque l'armée yougoslave entra dans la ville. L'armée yougoslave et des paramilitaires serbes dévastèrent la ville lors d'un conflit urbain et de la destruction de propriétés croates. Les paramilitaires serbes commirent des atrocités contre les Croates, faisant plus de 200 morts et en déplacèrent d'autres, pour en ajouter à ceux qui fuirent la ville lors du massacre de Vukovar.

## Indépendance de la république de Macédoine et de la Bosnie-Herzégovine

### Bosnie-Herzégovine
La structure démographique de la Bosnie comprenant une population mixte composée d'une majorité de Bosniaques et de minorités de Serbes et de Croates, la propriété de vastes zones de la Bosnie était en litige.

De 1991 à 1992, la situation dans la Bosnie-Herzégovine multiethnique se tendit. Son parlement était fragmenté sur des bases ethniques en une faction majoritaire de bosniaques et des factions minoritaires serbes et croates. En 1991, Radovan Karadžić, le chef de la plus grande faction serbe au Parlement, le Parti démocrate serbe, adressa un avertissement sérieux et direct au Parlement de Bosnie si celui-ci décidait de se séparer, en déclarant :
Ce que vous faites n'est pas bon. C’est sur ce chemin que vous voulez faire emprunter la Bosnie-Herzégovine, la même route de l’enfer et de la mort que la Slovénie et la Croatie ont empruntée. Ne croyez pas que vous ne mènerez pas la Bosnie-Herzégovine en enfer et que le peuple musulman ne disparaisse peut-être pas. Parce que le peuple musulman ne peut pas se défendre s'il y a la guerre ici.

Radovan Karadžić, 14 octobre 1991.
Entre-temps, dans les coulisses, des négociations furent engagées entre Milošević et Tuđman pour diviser la Bosnie-Herzégovine en territoires administrés serbe et croate afin d’éviter la guerre entre Croates et Serbes de Bosnie. Les Serbes de Bosnie organisèrent un référendum en novembre 1991, qui aboutit à un vote écrasant en faveur du maintien d'un État commun avec la Serbie et le Monténégro.
En Serbie, des médias favorables à l'État affirmèrent aux Bosniaques que la Bosnie-Herzégovine pourrait être incluse dans une nouvelle union volontaire au sein d'une nouvelle Yougoslavie fondée sur un gouvernement démocratique, sans que cela soit pris au sérieux par le gouvernement de la Bosnie-Herzégovine.
Le 9 janvier 1992, l'assemblée des Serbes de Bosnie proclama une république distincte du peuple serbe de Bosnie-Herzégovine (la future république de Srpska) et créa ensuite des régions autonomes serbes dans l'ensemble de l'État. Le référendum serbe sur le maintien en Yougoslavie et la création de la RAS furent déclarés inconstitutionnels par le gouvernement de Bosnie-Herzégovine.
Un référendum sur l'indépendance, organisé par le gouvernement de Bosnie, eut lieu les 29 février et 1er mars 1992. Ce référendum fut déclaré contraire à la constitution bosniaque et à la constitution fédérale par la Cour constitutionnelle fédérale et le gouvernement nouvellement créé des Serbes de Bosnie. Ceux-ci boycottèrent le référendum. Selon les résultats officiels, le taux de participation était de 63,4% et 99,7% des électeurs votèrent pour l'indépendance. La signification de l’exigence de la majorité des deux tiers n’était pas claire et on ne savait pas si elle était satisfaite.
La Bosnie-Herzégovine déclara son indépendance le 3 mars 1992 et fut reconnue le 6 avril 1992, le mois suivant. Le même jour, les Serbes répondirent en déclarant l'indépendance de la Republika de Srpska et en assiégeant Sarajevo, qui marqua le début du conflit bosniaque. La république de Bosnie-Herzégovine fut ensuite admise en tant qu'État membre de l’Organisation des Nations unies le 22 mai 1992.

### Macédoine
Lors du référendum sur l'indépendance de la Macédoine, tenu le 8 septembre 1991, 95,26% des électeurs votèrent pour l'indépendance proclamée le 25 septembre 1991.
Cinq cents soldats américains furent ensuite déployés sous la bannière de l'ONU pour surveiller la frontière nord de la Macédoine avec la Serbie. Cependant, les autorités de Belgrade n’intervinrent ni pour empêcher le départ de la Macédoine, ni pour protester, ni pour agir, contre l'arrivée des troupes de l'ONU, indiquant qu'une fois que Belgrade formerait son nouveau pays (la république fédérale de Yougoslavie en avril 1992), elle reconnaîtrait la république de Macédoine et développerait des relations diplomatiques avec elle. En conséquence, la Macédoine devint la seule ancienne république à obtenir la souveraineté sans la résistance des autorités et de l'armée yougoslaves.
En outre, le premier président de Macédoine, Kiro Gligorov, entretenait bel et bien de bonnes relations avec Belgrade ainsi qu'avec les autres anciennes républiques. La police des frontières macédonienne et serbe ne connut aucun problème, même si de petites zones du Kosovo et de la vallée de Preševo complétaient le tronçon nord de la région historique connue sous le nom de Macédoine, ce qui aurait autrement créé un différend frontalier (voir aussi ORIM).
L'insurrection en république de Macédoine, le dernier conflit majeur opposant les nationalistes albanais au gouvernement de la république de Macédoine, fut violemment réprimé 2001.

## Reconnaissance internationale de l’éclatement
En novembre 1991, la Commission d'arbitrage de la Conférence de paix sur la Yougoslavie, présidée par Robert Badinter, conclut à la demande de Lord Carrington que la république socialiste fédérative de Yougoslavie était en cours de dissolution, que la population serbe de Croatie et de Bosnie n'avait pas le droit à l'autodétermination sous la forme de nouveaux États, et que les frontières entre les républiques devaient être reconnues comme des frontières internationales. À la suite du conflit, le Conseil de sécurité des Nations unies adopta à l'unanimité la résolution 721 du Conseil de sécurité des Nations unies le 27 novembre 1991, ouvrant ainsi la voie à la mise en place d'opérations de maintien de la paix en Yougoslavie.
En janvier 1992, la Croatie et la Yougoslavie signèrent un armistice sous la supervision de l'ONU, tandis que les négociations entre les dirigeants serbes et croates se poursuivaient au sujet de la partition de la Bosnie-Herzégovine.
Le 15 janvier 1992, la communauté internationale reconnut l'indépendance de la Croatie et de la Slovénie. La Slovénie, la Croatie et la Bosnie-Herzégovine furent ultérieurement admises en tant qu'États membres des Nations unies le 22 mai 1992. La Macédoine fut admise en tant qu'État membre des Nations unies le 8 avril 1993 ; son adhésion prit plus de temps que les autres en raison des objections grecques.
En 1999, le chef du Parti social-démocrate allemand, Oskar Lafontaine, dans son discours du 1er mai, critiqua le rôle joué par l'Allemagne dans la dissolution de la Yougoslavie, qui avait rapidement reconnu l'indépendance des républiques.
Certains observateurs estimèrent que la dissolution de l'État yougoslave constituait une violation des principes du système de l'après-guerre froide, inscrits dans l'Organisation pour la sécurité et la coopération en Europe (CSCE / OSCE) et dans le traité de Paris de 1990 stipulant que les frontières européennes en Europe ne devraient pas être changées. Certains observateurs, tels que Peter Gowan, affirment que l'éclatement et le conflit qui s'ensuivit auraient été évités si les États occidentaux avaient fait preuve de plus d'autorité dans l'application des accords internes entre toutes les parties, mais n'étaient finalement « pas disposés à appliquer de tels principes dans l'affaire yougoslave, parce que l'Allemagne ne voulait pas et les autres Etats n’avaient aucun intérêt stratégique à le faire ». Gowan soutient même que la rupture « aurait pu être possible sans effusion de sang si des critères clairs avaient été établis pour assurer la sécurité de tous les principaux groupes de personnes de l'espace yougoslave ».
En mars 1992, lors de la campagne d'indépendance américano-bosniaque, le politicien et futur président de la Bosnie-Herzégovine, Alija Izetbegović, conclut un accord avec les Croates et les Serbes de Bosnie sur la création d'un accord confédéral de trois cantons. Selon le New York Times, le gouvernement des États-Unis l’exhorta à opter pour un État unitaire, souverain et indépendant. Cela accrut la probabilité d'une guerre civile atroce et permit à la fois aux Croates de Bosnie et aux Serbes de Bosnie d'obtenir le soutien de leurs États respectifs.

## Conséquences en Serbie et au Monténégro
L’indépendance de la Bosnie-Herzégovine s’avéra le coup de grâce porté à la république fédérative socialiste de Yougoslavie. Le 28 avril 1992, la république fédérale de Yougoslavie (RFY), à prédominance serbe, fut constituée en un État croupion comprenant uniquement les anciennes républiques socialistes de Serbie et du Monténégro. Slobodan Milošević et ses alliés politiques dominaient la RFY. Son gouvernement revendiquait la continuité avec l'ancien pays, mais la communauté internationale refusa de le reconnaître comme tel. La position de la communauté internationale était que la Yougoslavie avait été dissoute dans ses États distincts. Par une résolution de l’ONU du 22 septembre 1992, la république fédérale de Yougoslavie fut empêchée d'occuper le siège de l'ONU en tant qu'État successeur de la RSFY. Cette question était importante pour les créances sur les avoirs internationaux de la RSFY, y compris les ambassades de nombreux pays. La RFY n’abandonna sa prétention à la continuité de la RSFY qu’en 1996.
La guerre dans l'ouest de l'ex-Yougoslavie prit fin en 1995 avec des pourparlers de paix parrainés par les États-Unis à Dayton (Ohio), qui débouchèrent sur les accords de Dayton. Les cinq années de désintégration et de guerre conduisirent à un boycott et à un embargo, provoquant l'effondrement de l'économie. La guerre du Kosovo commença en 1996 et se termina avec le bombardement de la Yougoslavie par l'OTAN en 1999 ; Slobodan Milošević fut renversé en 2000.
La Yougoslavie a été placée sous embargo de l'ONU d'avril 1992 à octobre 1995. Dès 1998, elle est à nouveau sanctionnée par les États-Unis, l'Union européenne et l'ONU en raison de la guerre au Kosovo. La Serbie a été durement touchée par ces sanctions. Le PIB par habitant est tombé de 3 240 dollars en 1989 à 1 450 dollars en 1999. Le taux de chômage a beaucoup augmenté, passant de 14 % en 1991 à 39 % en 1993. Des restrictions ont été appliquées à l'essence, à l'électricité, au chauffage, aux médicaments et aux aliments.
La république fédérale de Yougoslavie fut renommée le 4 février 2003 en Communauté d'États de Serbie-et-Monténégro. La Serbie-et-Monténégro était elle-même instable et fut finalement dissoute en 2006 lorsque, lors d’un référendum tenu le 21 mai 2006, l’indépendance du Monténégro fut soutenue par 55,5 % des électeurs. L’indépendance fut proclamée le 3 juin 2006. La Serbie hérita du siège d’État membre à l'ONU.
Le Kosovo était administré par l'ONU depuis la guerre du Kosovo, tout en restant nominalement membre de la Serbie. Cependant, le 17 février 2008, le Kosovo déclara son indépendance de la Serbie en tant que république du Kosovo. Les États-Unis, la France et une grande partie de l'Union européenne reconnurent qu'il s'agissait d'un acte d'autodétermination, les États-Unis envoyant des personnes pour aider à aider[Quoi ?] le Kosovo. D'autre part, la Serbie et une partie de la communauté internationale, notamment la Russie, l'Espagne et la Chine, ne reconnurent pas la déclaration d'indépendance du Kosovo. Depuis juillet 2015, le Kosovo est reconnu comme un État indépendant par une majorité simple de la communauté internationale (56 % des États membres des Nations unies).

## États actuels
Les États actuels sur le territoire de l’ex-RSFY sont :
- Bosnie-Herzégovine ;
- Croatie ;
- Kosovo (reconnu par une partie de la communauté internationale) ;
- Macédoine du Nord ;
- Monténégro ;
- Serbie (dont la Voïvodine et, pour une partie de la communauté internationale, le Kosovo) ;
- Slovénie.

Hormis le Kosovo, province autonome de Serbie, les six autres États sont les anciennes république fédérées de la Yougoslavie communiste et fédéraliste, créées après la Seconde Guerre mondiale.